# Генріх II (пфальцграф Рейнський)
Генріх II (нім. Heinrich II. von Laach; бл. 1050 — 23 жовтня 1095) — 1-й пфальцграф Рейнський в 1085—1095 роках.

## Біографія
Походив з роду Люксембургів, старшої гілки Арденнського дому. Онук Фрідріха, графа Мозельгау. Другий син Дітріха або графа Германа I фон Глайберга.
Після смерті батька в 1057 році успадкував південне узбережжя Лаахського озера, на східному березі якого побудував замок Лаах. За цим став зватися Генріх фон Лаах. Отримує графства Майєнгау й Енгерсгау.
Був прихильником імператора Генріха IV проти антикороля Рудольфа Швабського. Відзначився у битві біля Гоенмельзена 1080 року. В подальшому брав участь у боротьбі проти антикороля Германа Зальмського.
1085 року після смерті пфальцграфа Лотаринзького Германа II одружився з його вдовою Аделаьгейдою, завдяки чому успадкував його титул та володіння. Імператор підтвердив це, але територію пфальцграфства скоротив до округів уздовж Рейну та Мозеля, внаслідок чого пфальцграфство стало зватися Рейнським.
В 1093 Генріх і Адельгейда заснували на озері Лаах однойменне абатство.
1090 року був призначений адміністратором (намісником) імператора в Німеччині на час відсутності Генріха IV, що рушив до Італії. Помер Генріх II в 1095 році в своєму замку Лаах. Його титул та землі отримав його названий син Зигфрід I фон Орламюнде.

## Родина
Дружина — Адельгейда Веймар-Орламюндська
Діти: не було
названий син